# Terpsichore - tidsskriftet for moderne dans
TerpsiChore – tidsskriftet for moderne dans, er et dansk kulturtidsskrift om moderne dans. Tidsskriftet udkom første gang i 1995 og udgives nu også som internettidsskriftet TerpsiChore ONline.